# Styles Bridges
Henry Styles Bridges (Pembroke, 9 de septiembre de 1898-Concord, 26 de noviembre de 1961) fue un profesor, editor y político estadounidense del Partido Republicano. Se desempeñó durante un período como gobernador de Nuevo Hampshire antes de una carrera de veinticuatro años en el Senado de los Estados Unidos.

## Biografía

### Primeros años y carrera
Nació en West Pembroke (Maine) en 1898. Asistió a la Universidad de Maine en Orono hasta 1918. A partir de 1918 ocupó una variedad de trabajos, incluida la enseñanza, la edición de periódicos, los negocios y el gobierno estatal. Fue instructor en la Academia Sanderson en Ashfield (Massachusetts) desde 1918 hasta 1919. Fue miembro del personal de extensión de la Universidad de Nuevo Hampshire desde 1921 hasta 1922. Fue secretario de la Federación de la Oficina Agrícola de Nuevo Hampshire desde 1922 hasta 1923, y editor de la Granite Monthly Magazine desde 1924 hasta 1926. Mientras tanto, fue director y secretario de la New Hampshire Investment Corporation desde 1924 hasta 1929. Luego fue miembro de la New Hampshire Public Service Commission desde 1930 hasta 1934.

### Carrera política
Se postuló para gobernador de Nuevo Hampshire en 1934 y ganó, convirtiéndose en el gobernador más joven de la nación en ese momento. Fue elegido para el Senado de los Estados Unidos en 1936. En 1937 se retiró del Cuerpo de Reserva del Ejército, en el que se había desempeñado como teniente desde 1925. En 1940 intentó ganar la nominación republicana a la presidencia; la nominación fue finalmente ganada por Wendell Willkie. Ese mismo año, también recibió dos delegados para la nominación republicana a la vicepresidencia, que finalmente fue para Charles L. McNary.
Fue reelegido para cuatro mandatos posteriores en el Senado en 1942, 1948, 1954 y 1960, pero no completó su mandato final debido a su muerte. Se convirtió en el senador republicano de más alto rango, sirviendo como presidente del Comité Conjunto de Cooperación Económica Exterior cuando los republicanos tuvieron el control del Senado desde 1947 hasta 1949, Líder de la Minoría del Senado desde 1952 hasta 1953, presidente pro tempore del Senado de los Estados Unidos cuando los republicanos lo controlaron desde 1953 hasta 1955, presidente del Comité Conjunto de Arreglos Inaugurales para ambas tomas de posesión del presidente Dwight Eisenhower, presidente del Comité de Asignaciones cuando los republicanos tuvieron el control del Senado desde 1947 hasta 1949 y 1953-1955 y presidente del Comité de Política Republicana desde 1954 hasta su muerte.
Se abstuvo en la votación sobre la Ley de Derechos Civiles de 1957 y votó a favor de la Ley de Derechos Civiles de 1960.
Fue un acérrimo defensor del senador Joseph McCarthy, y fue uno de los 22 senadores, todos republicanos, que votaron en contra de la censura de McCarthy.

### Muerte y entierro
Murió de un ataque al corazón el 26 de noviembre de 1961 en East Concord y, luego de un funeral al que asistieron mil personas en la State House en Concord, fue enterrado en Pine Grove Cemetery.
La carretera Interestatal 93 en Nuevo Hampshire, desde Concord al norte hasta la frontera del estado de Vermont, se llama Styles Bridges Highway.